# Winnipeg Jets (1972–1996)
A Winnipeg Jets egy volt kanadai jégkorongcsapat, amely 1972 és 1979 között játszott a World Hockey Association-ben, majd a liga megszűnése után a National Hockey League-ben. A franchise pénzügyi problémák miatt 1996-ban Arizonába költözött, és Phoenix Coyotes, majd Arizona Coyotes néven szerepel az NHL Nyugati főcsoportjában, a Csendes-óceáni divízióban.

## Története
A franchise 1972-ben Winnipeg Jets néven kezdte a történetét. Egészen 1979-ig a rövid életű World Hockey Association-ben játszott a csapat. A World Hockey Association-ben töltött évek során háromszor hódították el a bajnokcsapatnak járó Avco World Trófeát, ötször kerültek be a bajnoki címért folyó döntőbe, és háromszor voltak divízió bajnokok. Miután a WHA megszűnt, a franchise 15 szezont töltött a National Hockey League-ben, ahol nem bizonyult túl sikeresnek. Tizenegyszer kerültek be a rájátszásba, ám sorra kiestek az első körben, ráadásul a csapat folyamatos pénzügyi problémákkal küzdött. Így 1996 tavaszán néhány phoenixi üzletember pénzügyi támogatásával Arizónába költözött a franchise, és az 1995-96-os NHL szezont már Phoenix Coyotes néven kezdték.

## Jelentősebb játékosok

### Csapatkapitányok
- Ab McDonald, 1972–1974
- Dan Johnson, 1974–1975
- Lars-Erik Sjöberg, 1975–1978
- Barry Long, 1978–1979
- Lars-Erik Sjöberg, 1979–1980
- Morris Lukowich,  1980–1981
- Dave Christian,  1981–1982
- Lucien DeBlois,   1982–1984
- Dale Hawerchuk, 1984–1989
- Dale Hawerchuk, Thomas Steen & Randy Carlyle 1989–1990
- Thomas Steen & Randy Carlyle, 1990–1991
- Troy Murray,  1991–1993
- Dean Kennedy,  1993
- Keith Tkachuk,  1993–1995

### Első körben draftolt játékosok
- 1973:   Ron Andruff (11. helyen)
- 1974:   Randy Andreachuk (7. helyen)
- 1975:   Brad Gassoff (8. helyen)
- 1976:   Thomas Gradin (9. helyen)
- 1977:   Ron Duguay (3. helyen)
- 1978:   nem draftolt
- 1979:   Jimmy Mann (19. helyen)
- 1980:   Dave Babych (2. helyen)
- 1981:   Dale Hawerchuk (1. helyen)
- 1982:   Jim Kyte (12. helyen)
- 1983:   Andrew McBain (8. helyen) és Bobby Dollas (14. helyen)
- 1984:   nem draftolt

- 1985:   Ryan Stewart (18. helyen)
- 1986:   Pat Elynuik (8. helyen)
- 1987:   Bryan Marchment (16. helyen)
- 1988:   Teemu Selänne (10. helyen)
- 1989:   Stu Barnes (4. helyen)
- 1990:   Keith Tkachuk (19. helyen)
- 1991:   Aaron Ward (5. helyen)
- 1992:   Sergei Bautin (17. helyen)
- 1993:   Mats Lindgren (15. helyen)
- 1994:   nem draftolt
- 1995:   Shane Doan (7. helyen)

### A Hírességek Csarnokának tagjai
- Dale Hawerchuk, 1981 és 1990 között játszott a csapatban, 2001-ben került be a Hírességek Csarnokába.
- Bobby Hull, 1972 és 1980 között játszott a csapatban, 1983-ban került be a Hírességek Csarnokába.
- Serge Savard, 1981 és 1983 között játszott a csapatban, 1986-ban került be a Hírességek Csarnokába.

### Visszavonultatott mezszámok
- 9 – Bobby Hull
- 25 – Thomas Steen

## Külső hivatkozások
- Winnipeg Jets Online.com – a csapat emlékére létrehozott hivatalos oldal
- WHAhockey.com – Winnipeg Jets